# 三藩市觀察家報
《舊金山觀察家報》（英語：San Francisco Examiner）是一份在加利福尼亞州舊金山及周邊地區發行的報紙，自1863年起出版。
《舊金山觀察家報》曾被時任所有者威廉·赫茲稱為“日報之君主”，也是赫茲國際集團的旗艦級產品。《舊金山觀察家報》在21世紀初轉變為免費發行，由克林特·賴利通訊公司（Clint Reilly Communications）所有。2020年底克林特·賴利通訊公司與《SF周刊》一起購買了《舊金山觀察家報》。